# Nae Lăzărescu
Niculae Lăzărescu, cunoscut ca Nae Lăzărescu, (n. 8 septembrie 1941, București, România – d. 19 decembrie 2013, București, România) a fost un actor român de comedie. A format un cuplu comic alături de Vasile Muraru.

## Biografie
Nae Lăzărescu s-a născut pe 8 septembrie 1941, într-un cartier modest al Bucureștilor de altădată. Înconjurat de dragostea părinților săi, a trăit în condiții greu de imaginat, învățând într-o clasă cu 64 de copii, conform spuselor marelui actor.
Primele veleități artistice le-a căpătat încă de foarte mic, de pe băncile școlii primare, unde i-a întâlnit pe Bimbo Mărculescu, Vasile Tomazian, un actor de monologuri foarte bun, iar la pauzele dintre filmele cinematografe a dat mâna cu regretații Puiu Călinescu, Alexandru Giugaru, Nae Roman etc.
În perioada în care era student la ASE, Nae Lăzărescu juca într-un grup de teatru satiric cu care participa la festivaluri de amatori, apoi a lucrat timp de trei ani la Rapsodia Română, la secția de estradă. L-a cunoscut pe Aurelian Andreescu, de care actorul își amintește cu nostalgie: "Din glumă în glumă sunt ceea ce vedeți. Am făcut și multe găinării la viața mea. Am fost unul dintre olimpicii alcoolicilor din România. După ce a murit prietenul meu Aurelian Andreescu, m-am lăsat. Au trecut mai bine de 30 de ani. Mai am un pic și mă las și de restul...". Debutul l-a cunoscut în 1963, moment din care a lucrat la Teatrul de revistă „Constantin Tănase”, alături de Vasile Muraru, iar cupletele interpretate de ei sunt memorabile, acesta reușind să joace vreme de aproape 50 de ani.
Într-un interviu acordat pentru site-ul Teatrului de Revistă, Nae Lăzărescu spunea că a avut mai multe modele în carieră: "Am avut mai multe modele. Atunci Franța deținea crema comicilor. Bourvil, Fernandel, mai târziu au apărut Jean Le Trevle și mulți alții. Marcel Sardou, celebru critic de film, spune că cel mai bun film trebuie să îl facă englezii, să îl finanțeze americanii și să îl vadă francezii".
De asemenea, vorbind despre rolurile în care a jucat, maestrul Nae Lăzărescu spunea: "Toate rolurile îmi sunt dragi, bineînțeles că am avut și "copii nereușiți", că nu se poate altfel. Teatrul de revistă este ca un ziar, un ziar vorbit. Textul de revistă durează cel mai puțin, se schimbă împrejurările". "Genul teatrului de revistă poate părea la prima vedere ușor, dar, dacă este luat în serios, este destul de dificil", mai spunea Nae Lăzărescu în același interviu.
Despre experiența cu televiziunea, Nae Lăzărescu spunea că a început să facă spectacole cu ocazia diverselor sărbători. "Știu că televiziunea era în Moliere. Acum, la ce să mă duc? La mese rotunde cu capete pătrate?! Toți știu tot. Noi, studenții, aveam emisiune lunară. Aveam formații una mai bună ca alta. La cuplete, pe noi ne acompania la pian Eugen Ciceu. Aveam cântăreți buni. Era Dan Spătaru, Pompilia Stoian, Anca Agemolu...".
Nae Lăzărescu a jucat și în filme, printre care "Grăbește-te încet", "Șantaj", "Baloane de curcubeu", "Căsătorie cu repetiție" și "Viraj periculos". De asemenea, în animația "Mașini", i-a dat voce personajului Clang.
Actorul trage cortina, la orele dimineții, la data de 19 decembrie 2013, neavând șansa să încânte publicul cu aceleași scene comice de revelion, pe care a reușit să le aducă la Antena 1, de câțiva ani încoace.
Partenerul de scenă și de ecran al lui Nae Lăzărescu, Vasile Muraru, a declarat că Nae Lăzărescu a decedat în urma unei boli îndelungate și cu un parcurs sinuos, cu reveniri și căderi.

## In memoriam
La rugămintea bunului său prieten, actorul Vasile Muraru, sculptorul târgoviștean Olimpiu Eli Petre a realizat un bust dăltuit în piatră al lui Nae Lăzărescu care a fost dezvelit în Cimitirul Nordic din Focșani, orașul natal al soției sale, actrița Marcela Avram, acolo unde este înmormântat actorul.

## Filmografie
- Șantaj (1981)
- Grăbește-te încet (1982)
- Viraj periculos (1983) - lăutarul Jean
- Baloane de curcubeu (1983)
- Căsătorie cu repetiție (1985) - paznic
- Chirița în Iași (1988)
- Cuscrele (2005) - Detectiv Mache
- Mașini (2006) - Clang (voce, versiunea română)